# Þingvallavatn

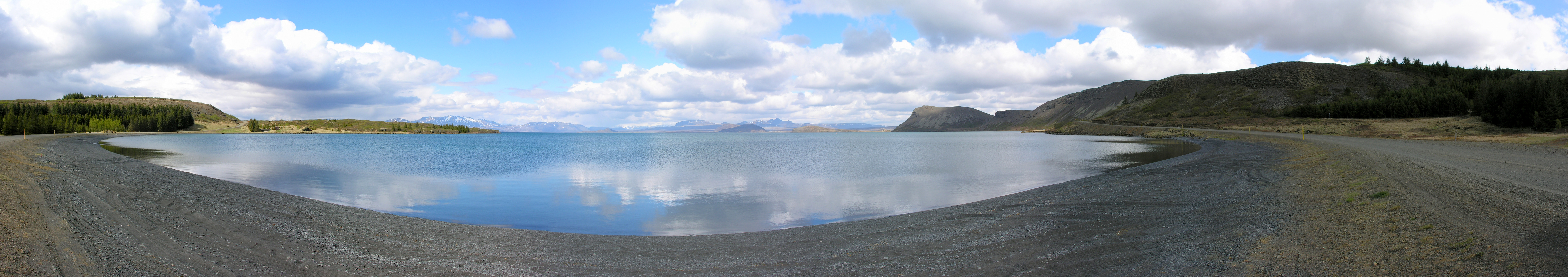
Llac Þingvallavatn

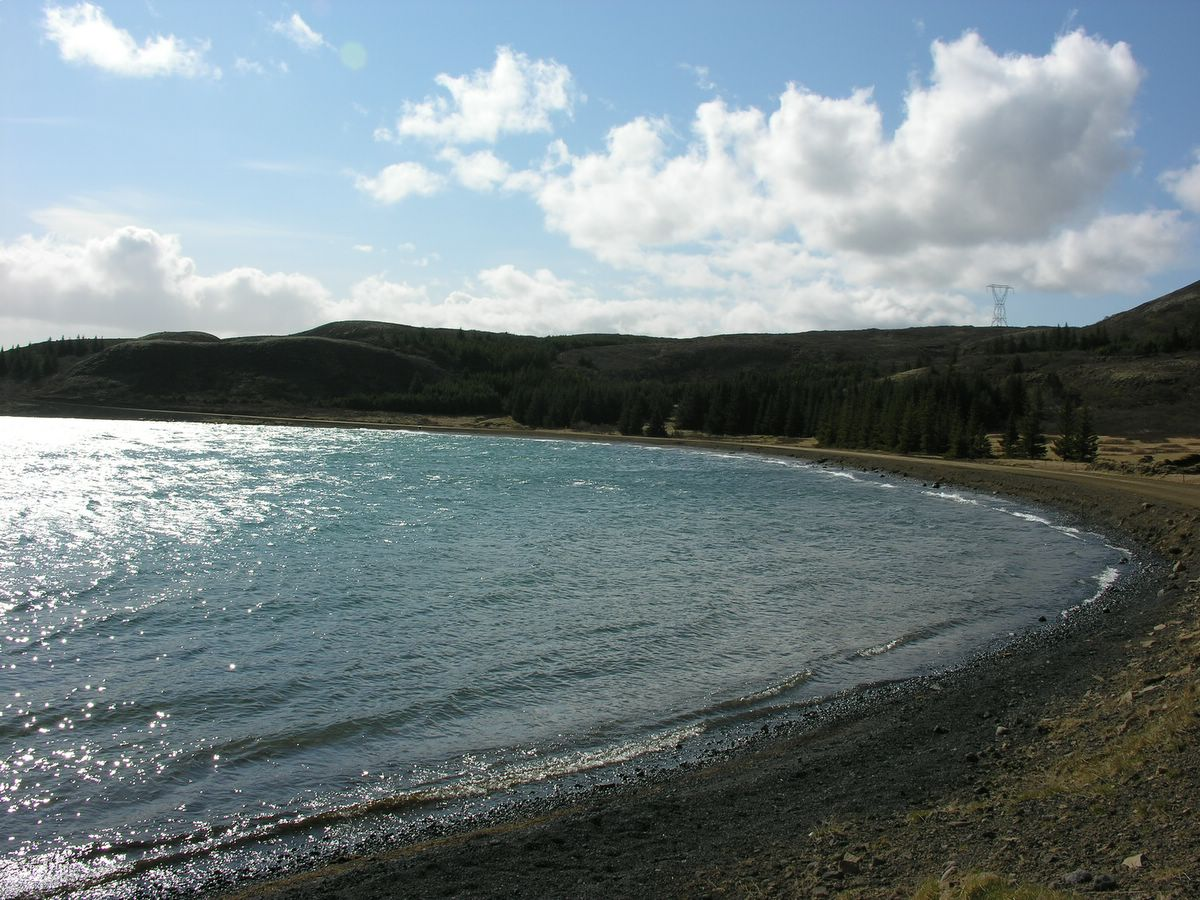
Llac Þingvallavatn

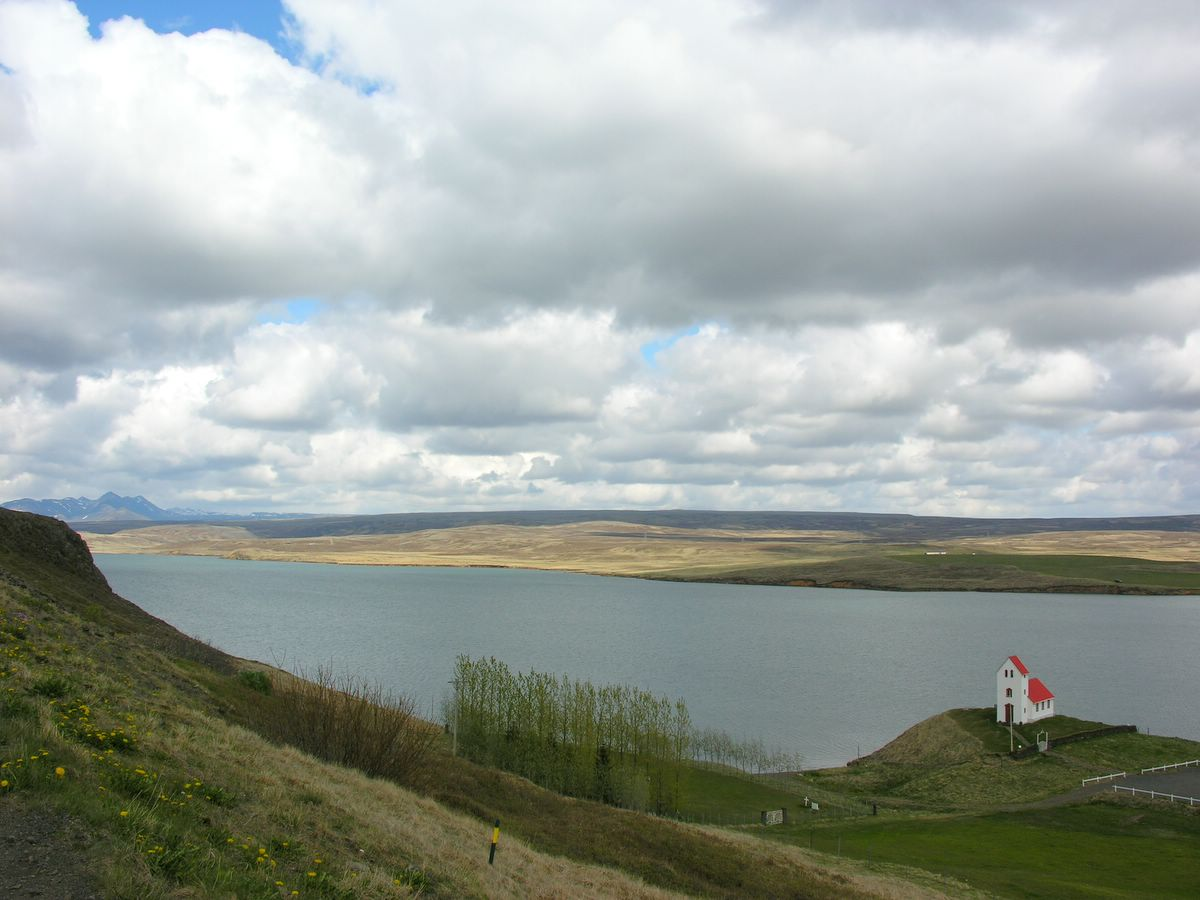
Llac Þingvallavatn

Þingvallavatn o Llac de Þingvellir és un llac al sud-oest d'Islàndia, sent el llac natural més gran d'Islàndia amb una superfície de 84 km². La seva profunditat màxima és de 114 m. A la vora nord del llac, a Þingvellir, es va fundar el parlament nacional o Alþingi l'any 930. El llac forma part del Parc Nacional de Þingvellir. L'origen volcànic de les illes del llac és clarament visible. Les esquerdes i falles al voltant, de la quals el famós canyó Almannagjá és el més gran, formen part de la dorsal mesoatlàntica que separa les plaques tectòniques euroasiàtica i nord-americana. L'únic flux de sortida del llac Þingvallavatn és el riu Sog.

## Localització

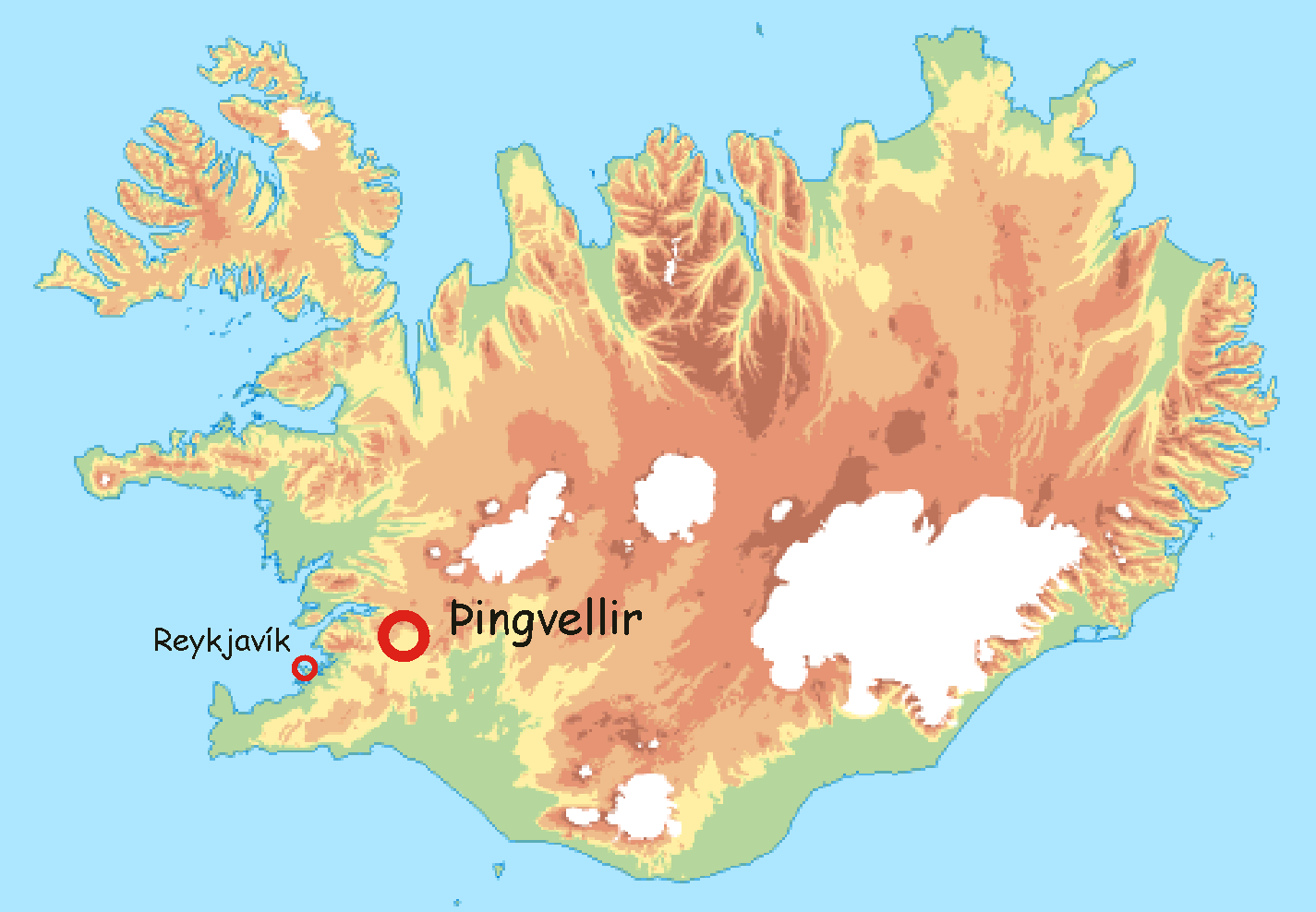
Localització de Þingvellir a Islàndia

El llac Þingvallavatn està situat a Þingvallasveit, al municipi de Bláskógabyggð. Aquest pertany al monument nacional més preuat d'Islàndia, el Þingvellir.
El llac està situat a 50 kilòmetres des de Reykjavík.

## Informació pràctica
Þingvallavatn ascendeix aproximadament a 100 m sobre el nivell del mar; amb una àrea de 84 km² i profunditat màxima de 114 m. Aquest llac és un dels lloc de pesca d'Islàndia més populars; amb un gran nombre de clients habituals. Þingvellir i Þingvallavatn combinen la inusual bellesa natural i patrimoni cultural d'Islàndia; on a Þingvellir és el lloc on es va fundar el primer parlament d'Europa. Més informació a: http://www.thingvellir.is/english Arxivat 2016-01-31 a Wayback Machine.

## Pesca

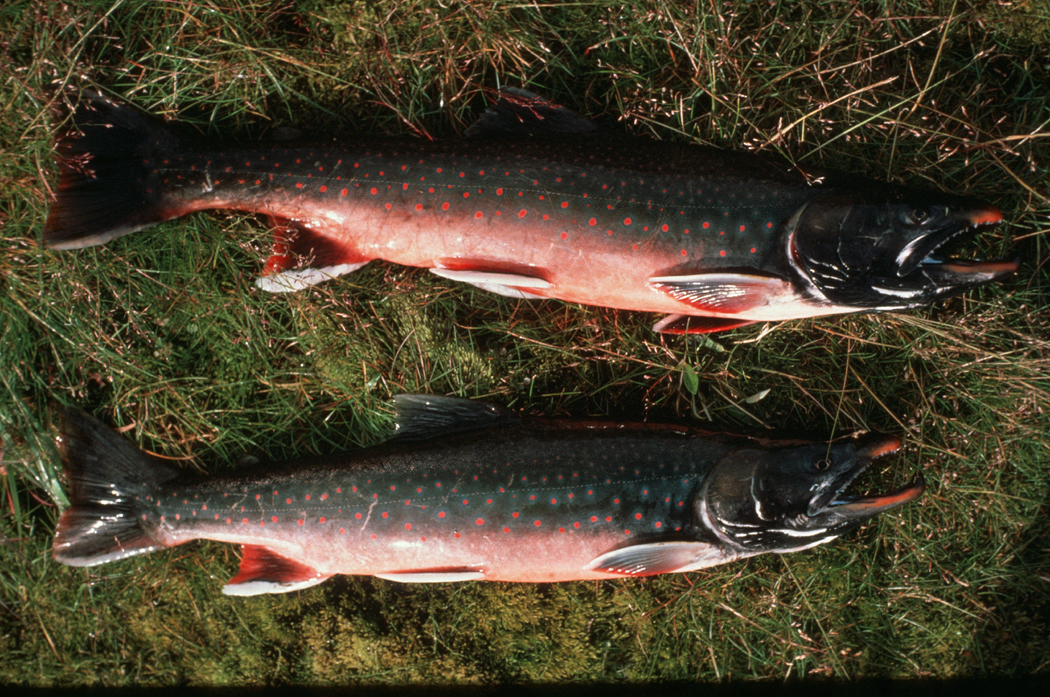
Truita àrtica

### Zona de pesca
Els titulars de llicències només se'ls permeteix pescar al parc Nacional d'Islàndia, a l'àrea entre Arnafell i Öxará, a prop de l'hotel Valhöll. La pesca al riu Öxará està estrictament prohibida. Al centre de servei hi ha mapes i informació relacionada, on els participants estan obligats a registrar-se.

### Fauna
Þingvallavatn té una relació especial amb diferents tipus de peixos. En concret, no hi ha cap altre llac al món que tingui tantes espècies de truita àrtica; i la truita marró és força particular. La truita àrtica de Þingvallavatn és normalment la més gran.

### Hores de pesca
Sense restriccions.

### Temporades de pesca esportiva
La pesca només està permesa de l'1 de maig fins al 15 de setembre. Cal destacar que tota la pesca a Ólafsdráttur està prohibida entre l'1 de juliol i el 31 d'agost.

### Ús d'esquers
Només es poden fer servir mosques, cucs o esquers per a la pesca.

### Hores per la pesca
La truita marró és més visible durant la nit, a diferència de l'àrtica, que no fa accepció d'estacions o hores del dia.

## Allotjament
Þingvellir és un lloc d'estiu, i per tant, té una sèrie d'opcions disponibles, incloent-hi l'hotel Valhöll. Els càmpings estan situats a diferents llocs al voltant del llac. Al centre de serveis es poden adquirir els permisos per a acampar. Vatnskot és un lloc interessant per a acampar, on també es pot rebre informació sobre els millors llocs per a la pesca.

## Normatives especials
Cal fer èmfasi en la importància de mantenir el lloc ordenat; i llençar escombraries està estrictament prohibit. Els cotxes i altres vehicles han que estar aparcats en determinades carreteres.
Per obtenir més informació i contacte cal dirigir-se al centre de servei i a Vatnskot on es poden trobar guies i guàrdies.